# 華結び
『華結び』（はなむすび）は、2021年4月24日からRKB毎日放送（RKBラジオ）で放送されているトーク番組。

## 概要
東京と福岡を橋渡しするというコンセプトのもと、華丸が東京にいるためなかなか知ることのできないローカルネタなどを中心にトークを展開する番組。タイトルは相方の大吉が出演中のTBSラジオ『たまむすび』にかかっており、『たまむすび』側も2021年4月28日に華丸が『たまむすび』に出演した際に姉妹番組として認めている。収録は東京銀座のRKB毎日放送東京支社にあるスタジオで3週分まとめて収録している。

## 放送時間
- 土曜日 12:30 - 13:00（JST。2021年4月24日[4] - ）

## 出演

### パーソナリティ
- 博多華丸

### アシスタント
収録ごとに九州出身のアシスタント1名が交替で出演。
- 大家志津香（当時AKB48、2021年4月24日[5]・8月28日 - 9月11日[6]）
- 神田朝香
- 吉住
- イワクラ（蛙亭）
- 梅田彩佳

### リサーチャー
- 木下（パタパタママ）